# Bernhard Glass
Bernhard Glass (* 6. listopadu 1957, Stapelburg) je bývalý německý sáňkař. Reprezentoval Německou demokratickou republiku („Východní Německo“).
Na olympijských hrách v Lake Placid roku 1980 vyhrál závod jednotlivců. Jeho druhým nejlepším výsledkem kariéry byl bronz z individuálního závodu na mistrovství Evropy v Oberhofu roku 1979. Po skončení závodní kariéry v roce 1984 se stal sáňkařským a bobovým trenérem. K jeho úspěšným svěřencům patří Silke Kraushaarová, Tatjana Hüfnerová, André Lange nebo Sandra Kiriasisová. V roce 2010 se stal hlavním trenérem Kanadské sáňkařské asociace.